# Estadi Antonio Solana
L'Estadi Antonio Solana, anteriorment Estadi Alacant CF, és un estadi de futbol situat als afores de la ciutat d'Alacant (concretament en la pedania de El Palamó), que albergava els partits de l'Alacant CF com a local. Des de la desaparició de l'equip el 2013, el CFI Alicante i l'Sporting Plaza Argel han fet ús de les instal·lacions.
Tan sols posseeix dues graderies, Tribuna i Preferent, amb una capacitat de 4.000 espectadors. Va ser inaugurat el 12 d'abril de 1979 durant el mandat del llavors president del club Jaime Begur (presidència sota la qual el club va aconseguir ascendir a Tercera Divisió, sent el primer president de l'entitat a dotar a l'Alacant CF d'un camp propi). L'estadi es va inaugurar amb un partit amistós contra el màxim rival, l'Hèrcules CF, partit que va acabar amb un 2-1 a favor de l'Alacant CF.
L'Estadi va ser propietat de l'Alacant CF fins que una mala gestió econòmica va obligar a vendre tota la Ciutat Esportiva d'El Palamó (lloc on se situa l'Estadi Alacant CF) a l'Ajuntament d'Alacant; no obstant això, existia una clàusula que indicava que tan sols l'Alacant CF pot usar les instal·lacions per a evitar que altres clubs puguen deixar sense camp a l'Alacant CF, com va passar amb anteriors estadis on jugava l'Alacant i va acabar jugant l'Hèrcules.
Es projectà una reforma de l'Estadi Alacant CF per part de l'Ajuntament per valor de 3,3 milions d'euros que el dotara de millors serveis i de major capacitat.